# De Melisso Xenophane et Gorgia
De Melisso Xenophane et Gorgia è un trattato dossografico attribuito ad Aristotele.

## Struttura
Nessun accordo c'è in merito alla natura, alla qualità o alla data del trattatoː tradizionalmente, era usato come fonte per le teorie di Melisso, Senofane e Gorgia, piuttosto che studiato come saggio filosofico a sé stante.
Oggi, in base a fonti parallele, si tende ad affermare che l'operetta presenta una buona dossografia per la parte su Melisso, una un po' più problematica per Senofane e una discussione dossografica piuttosto buona per Gorgia. L'obiettivo dell'opuscolo, tuttavia, non è tanto quello di descrivere le opinioni di pensatori precedenti quanto, piuttosto, di criticarli da un punto di vista sistematico. La datazione tardo-ellenistica o imperiale è evidenziata dal fatto che le conclusioni del trattato sono più pirroniane che aristoteliche.